# NGC 4701
NGC 4701 ist eine spiralförmige Zwerggalaxie mit ausgedehnten Sternentstehungsgebieten vom Hubble-Typ Sc im Sternbild Jungfrau auf der Ekliptik. Sie ist schätzungsweise 29 Millionen Lichtjahre von der Milchstraße entfernt und hat einen Durchmesser von etwa 25.000 Lichtjahren. 

Im selben Himmelsareal befinden sich u. a. die Galaxien NGC 4624 und NGC 4688.
Das Objekt wurde am 30. April 1786 von William Herschel entdeckt.